# Combate de El Manzano
El combate de El Manzano, también conocido como combate de Pachacamac,: 908  fue un enfrentamiento entre fuerzas peruanas y chilenas ocurrido el 27 de diciembre de 1880 en las colinas denominadas «El Manzano» al lado sur del río Lurín durante la campaña de Lima en el transcurso de la Guerra del Pacífico.

## Antecedentes
Al conocerse en Lima el desembarco de tropas chilenas de Patricio Lynch en Pisco, se ordenó al coronel Pedro Sevilla  con 250 soldados de caballería hostilizar la marcha de Lynch hacia el norte,: 316–317  lo cual no rindió los frutos esperados. La brigada chilena llegó sin enfrentamientos al punto donde esperaba el resto del ejército desembarcado, en Lurín y Curayaco, dejando en la retaguardia a las tropas de Sevilla. Según Gonzalo Bulnes, Pedro Sevilla, que sabía lo del nuevo desembarco en Lurín, pensó que este no habría ocupado el interior por lo que continuó su travesía relativamente cerca de la costa y sin avanzadas que observaran el camino. También envió una noticia a Lima anunciando su regreso y el itinerario que esperaba seguir.

## Combate
El estafeta con la noticia cayó prisionero y con la información, Orozimbo Barbosa, jefe de la segunda brigada de la segunda división preparó una celada a Sevilla y su caballería.: 316–317 
Barbosa dispuso a los regimientos 3° de Línea, Lautaro, Curicó y al batallón Victoria en forma escalonada alrededor del camino que Sevilla había anunciado a Lima, poniendo cuidado de evitar el fuego amigo.
El desigual combate comenzó en la noche del 27 de diciembre, continuo esporádicamente hasta la madrugada y al día siguiente y subsiguiente se inició búsqueda y persecución de los jinetes que pudieron escapar.

## Bajas y botín
En su parte a Emilio Sotomayor, jefe de la II División, Barbosa informa de la captura del comandante del regimiento Rimac, coronel Sevilla, 9 oficiales, 1 cirujano, 1 practicante, 1 telegrafista y 120 individuos de tropa. Más aún, Barbosa informa la captura de 100 carabinas Remington, lanzas, sables y 120 caballos, y como complemento, más de 1000 animales entre vacunos, lanares y cabríos. Entre el material de guerra se contó también el aparato telegráfico, el instrumental de su banda de música, la documentación del regimiento e importantes comunicaciones privadas y oficiales. 
Los chilenos tuvieron 5 bajas: 1 muerto (José Olano) y 4 heridos. No se conocen las bajas peruanas.

## Consecuencias
Poco antes de la decisiva batalla de Miraflores el ejército peruano perdió uno de sus pocos regimientos de caballería.: 329 